# Termas de Araxá

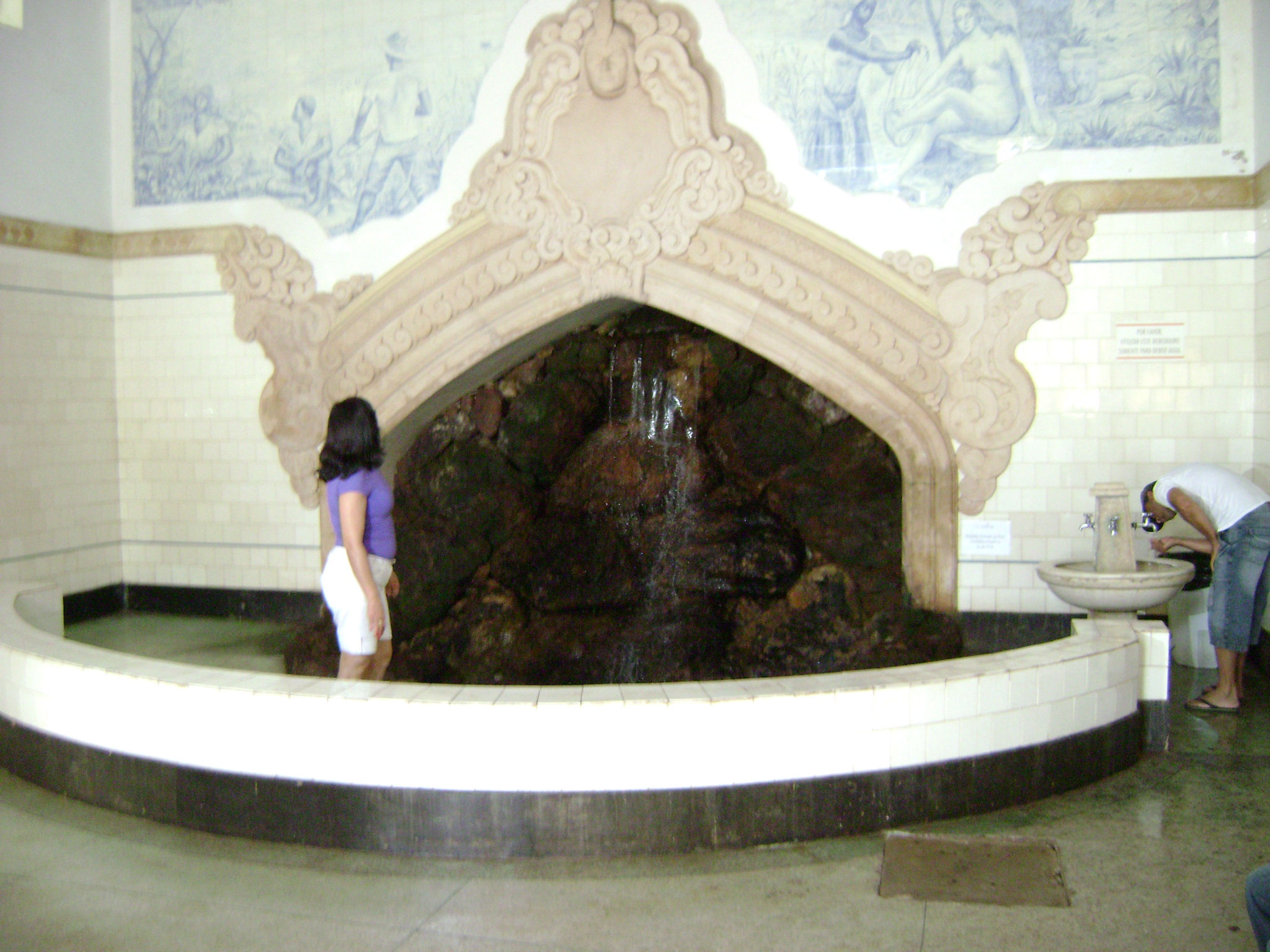
Fonte Dona Beja.

Termas de Araxá é todo o complexo de águas termais no município de Araxá, localizado no estado brasileiro de Minas Gerais. O local foi inaugurado em 19 de abril de 1944, pelo Presidente da República Getúlio Vargas e pelo Governador do estado mineiro, Benedito Valadares.
As termas são o principal ponto turístico do município.